# قهرمانی جودو آسیا ۲۰۱۳
جودو قهرمانی آسیا ۲۰۱۳ بیست و چهارمین دوره از رقابت‌های قهرمانی آسیا می‌باشد که از ۱۹ تا ۲۱ آوریل ۲۰۱۳ در بانکوک، تایلند برگزار گردید.

## خلاصه مدال‌ها

### مردان
| رویداد                | طلا                                 | نقره                               | برنز                                 |
| خیلی سبک‌وزن ۶۰− ک‌گ    | Hirofumi Yamamoto · ژاپن            | کیم وون جین · کرهٔ جنوبی            | یلدوس اسمتوف · قزاقستان              |
| خیلی سبک‌وزن ۶۰− ک‌گ    | Hirofumi Yamamoto · ژاپن            | کیم وون جین · کرهٔ جنوبی            | Tsai Ming-yen · تایوان               |
| نیمه سبک‌وزن ۶۶– ک‌گ    | Davaadorjiin Tömörkhüleg · مغولستان | Masaaki Fukuoka · ژاپن             | Azamat Mukanov · قزاقستان            |
| نیمه سبک‌وزن ۶۶– ک‌گ    | Davaadorjiin Tömörkhüleg · مغولستان | Masaaki Fukuoka · ژاپن             | Hwang Bo-bae · کرهٔ جنوبی             |
| سبک‌وزن ۷۳− ک‌گ         | Hong Kuk-hyon · کرهٔ شمالی           | ساینجارگالین نیام-اوچیر · مغولستان | وانگ کی-چون · کرهٔ جنوبی              |
| سبک‌وزن ۷۳− ک‌گ         | Hong Kuk-hyon · کرهٔ شمالی           | ساینجارگالین نیام-اوچیر · مغولستان | Huang Chun-ta · تایوان               |
| نیمه میان‌وزن ۸۱– ک‌گ   | Hong Suk-woong · کرهٔ جنوبی          | Yasuhiro Ebi · ژاپن                | Otgonbaataryn Uuganbaatar · مغولستان |
| نیمه میان‌وزن ۸۱– ک‌گ   | Hong Suk-woong · کرهٔ جنوبی          | Yasuhiro Ebi · ژاپن                | Amir Ghaseminejad · ایران            |
| میان‌وزن ۹۰− ک‌گ        | Shohei Shimowada · ژاپن             | گواک دونگ-هان · کرهٔ جنوبی          | Islam Bozbayev · قزاقستان            |
| میان‌وزن ۹۰− ک‌گ        | Shohei Shimowada · ژاپن             | گواک دونگ-هان · کرهٔ جنوبی          | Khurshid Nabiev · ازبکستان           |
| نیمه سنگین‌وزن ۱۰۰− ک‌گ | جواد محجوب · ایران                  | Shim Ji-ho · کرهٔ جنوبی             | شاه حسین شاه · پاکستان               |
| نیمه سنگین‌وزن ۱۰۰− ک‌گ | جواد محجوب · ایران                  | Shim Ji-ho · کرهٔ جنوبی             | Battulgyn Temüülen · مغولستان        |
| سنگین‌وزن ۱۰۰+ ک‌گ      | Gaku Fujii · ژاپن                   | Iurii Krakovetskii · قرقیزستان     | Yerzhan Shynkeyev · قزاقستان         |
| سنگین‌وزن ۱۰۰+ ک‌گ      | Gaku Fujii · ژاپن                   | Iurii Krakovetskii · قرقیزستان     | چو گو-هام · کرهٔ جنوبی                |
| تیمی                  | کره جنوبی                           | ژاپن                               | مغولستان                             |
| تیمی                  | کره جنوبی                           | ژاپن                               | قزاقستان                             |

### زنان
| رویداد               | طلا                       | نقره                                   | برنز                                    |
| خیلی سبک‌وزن ۴۸− ک‌گ   | Hiromi Endo · ژاپن        | Kim Sol-mi · کرهٔ شمالی                 | مونخباتین اورانتستسگ · مغولستان         |
| خیلی سبک‌وزن ۴۸− ک‌گ   | Hiromi Endo · ژاپن        | Kim Sol-mi · کرهٔ شمالی                 | Mo Qinqin · چین                         |
| نیمه سبک‌وزن ۵۲− ک‌گ   | Takumi Miyakawa · ژاپن    | Baljinnyamyn Bat-Erdene · مغولستان     | Angom Anita Chanu · هند                 |
| نیمه سبک‌وزن ۵۲− ک‌گ   | Takumi Miyakawa · ژاپن    | Baljinnyamyn Bat-Erdene · مغولستان     | Liu Jing · چین                          |
| سبک‌وزن ۵۷− ک‌گ        | Megumi Ishikawa · ژاپن    | Kim Jan-di · کرهٔ جنوبی                 | دورجسورنگین سومیا · مغولستان            |
| سبک‌وزن ۵۷− ک‌گ        | Megumi Ishikawa · ژاپن    | Kim Jan-di · کرهٔ جنوبی                 | Lenariya Mingazova · قزاقستان           |
| نیمه میان‌وزن ۶۳− ک‌گ  | شو لیلی · چین             | Kim Su-gyong · کرهٔ شمالی               | Tsend-Ayuushiin Tserennadmid · مغولستان |
| نیمه میان‌وزن ۶۳− ک‌گ  | شو لیلی · چین             | Kim Su-gyong · کرهٔ شمالی               | Miki Tanaka · ژاپن                      |
| میان‌وزن ۷۰− ک‌گ       | Hwang Ye-sul · کرهٔ جنوبی  | Tsend-Ayuushiin Naranjargal · مغولستان | Karen Nunira · ژاپن                     |
| میان‌وزن ۷۰− ک‌گ       | Hwang Ye-sul · کرهٔ جنوبی  | Tsend-Ayuushiin Naranjargal · مغولستان | Gulnoza Matniyazova · ازبکستان          |
| نیمه سنگین‌وزن ۷۸– ک‌گ | جونگ گیونگ-می · کرهٔ جنوبی | Sol Kyong · کرهٔ شمالی                  | Battulgyn Mönkhtuyaa · مغولستان         |
| نیمه سنگین‌وزن ۷۸– ک‌گ | جونگ گیونگ-می · کرهٔ جنوبی | Sol Kyong · کرهٔ شمالی                  | ژانگ ژهوی · چین                         |
| سنگین‌وزن ۷۸+ ک‌گ      | Lee Jung-eun · کرهٔ جنوبی  | Mai Tateyama · ژاپن                    | Thonthan Satjadet · تایلند              |
| سنگین‌وزن ۷۸+ ک‌گ      | Lee Jung-eun · کرهٔ جنوبی  | Mai Tateyama · ژاپن                    | Li Yang · چین                           |
| تیمی                 | ژاپن                      | مغولستان                               | کره جنوبی                               |
| تیمی                 | ژاپن                      | مغولستان                               | قزاقستان                                |

## جدول مدال‌ها
| رتبه            | کشور            | طلا | نقره | برنز | مجموع |
| --------------- | --------------- | --- | ---- | ---- | ----- |
| ۱               | ژاپن            | ۷   | ۴    | ۲    | ۱۳    |
| ۲               | کرهٔ جنوبی       | ۵   | ۴    | ۴    | ۱۳    |
| ۳               | مغولستان        | ۱   | ۴    | ۷    | ۱۲    |
| ۴               | کرهٔ شمالی       | ۱   | ۳    | ۰    | ۴     |
| ۵               | چین             | ۱   | ۰    | ۴    | ۵     |
| ۶               | ایران           | ۱   | ۰    | ۱    | ۲     |
| ۷               | قرقیزستان       | ۰   | ۱    | ۰    | ۱     |
| ۸               | قزاقستان        | ۰   | ۰    | ۷    | ۷     |
| ۹               | ازبکستان        | ۰   | ۰    | ۲    | ۲     |
| ۹               | تایوان          | ۰   | ۰    | ۲    | ۲     |
| ۱۱              | تایلند          | ۰   | ۰    | ۱    | ۱     |
| ۱۱              | هند             | ۰   | ۰    | ۱    | ۱     |
| ۱۱              | پاکستان         | ۰   | ۰    | ۱    | ۱     |
| مجموع (۱۳ کشور) | مجموع (۱۳ کشور) | ۱۶  | ۱۶   | ۳۲   | ۶۴    |

## کشورهای شرکت‌کننده
۲۱۸ ورزشکار از ۲۸ کشور به رقابت پرداختند.
| - افغانستان (۱) - چین (۱۳) - تایوان (۱۴) - هنگ کنگ (۵) - هند (۱۲) - اندونزی (۱۰) - ایران (۷) - ژاپن (۱۳) - قزاقستان (۱۳) - کویت (۷) | - قرقیزستان (۱۱) - لائوس (۴) - لبنان (۴) - ماکائو (۳) - مغولستان (۱۴) - نپال (۲) - کره شمالی (۷) - پاکستان (۳) - فیلیپین (۹) - قطر (۴) | - سنگاپور (۱) - کره جنوبی (۱۴) - سری‌لانکا (۳) - تایلند (۱۴) - ترکمنستان (۸) - امارات متحده عربی (۳) - ازبکستان (۱۴) - ویتنام (۵) |